# Balmeanach Bay
Balmeanach Bay är en vik i Storbritannien. Den ligger i kommunen Highland och riksdelen Skottland, i den nordvästra delen av landet. Viken är en del av Sound of Raasey.